# Efecto Dr. Fox
El efecto Dr. Fox es un fenómeno psicológico, especialmente recurrente en disciplinas donde cobra un papel importante la exposición de ideas, por el cual la forma de la transmisión resulta más relevante que el contenido en sí.
Recibe su nombre por un experimento realizado en la Universidad del Sur de California en 1970, en el que Michael Fox, un actor carismático contratado por el experimentador Donald Naftulin, se hizo pasar por un ficticio "Dr. Myron L. Fox" y dio una serie de conferencias ante un aula de graduados en psiquiatría y psicología. El supuesto doctor no enunciaba absolutamente nada de valor académico, sino que daba en su lugar discursos divagantes, inespecíficos, contradictorios y llenos de neologismos, pero cuando utilizaba un tono entusiasta y expresivo conseguía que la audiencia alabase profusamente sus conocimientos en encuestas realizadas inmediatamente después.